# Бадринат
Бадринат е свещен индуистки град в окръг Чамоли, щат Утаракханд, Индия. Той е най-важният поклоннически център от маршрута Чар Дхам, включващ също Кедарнат, Ганготри и Ямунотри. Бадринат е в Гархвалските хълмове на бреговете на р. Алакнанда на надморска височиня 3133 м. Градът е разположен между планинските вериги Нара и Нараяна в подножието на връх Нилкханта (6560 м). Бадринат е на 301 км северно от Ришикеш и на 233 км от Гаурикунд (изходен пункт за Кедарнатх).

## Значение
Бадринат се споменава като свещено място в писания и легенди от хиляди години. Според Бхагавата пурана (3.4.22) „Там в Бадрикашрам Личността на Бог (Вишну), в неговото въплъщение като мъдреците Нара и Нараяна, практикува велик аскетизъм от незапомнени времена за благоденствието на всички живи същества.“ Бадри е санскритското име на индийското дърво хинап, което има ядивни плодове, Натх се отнася до бог Вишну. Според легендата богинята Лакшми е приела формата на плодовете, за да осигури препитание на Вишну по време на дългия му аскетизъм в суровия хималайски климат.

## Храмът
Храмът в Бадринат е основната атракция в района. Според легендата Шанкара е открил голямо изображение на бог Бадринараян направено от камъка салиграм. Той първоначално го поставя в светилище в пещерите близо до горещите извори Тапт Кунд. През 16 век кралят на Гархвал премества муртито (статуята), която представлява бог Вишну седящ в лотосовата поза (падмасана), на сегашното му място. Това е единствения идол на Вишну изобразен в тази поза. Според една легенда един мъдрец нахокал Вишну, когато видял Лакшми да масажира нозете му. След това Вишну отишъл в Бадри, където медитирал дълго време в лотосовата поза.
Храмът е превърнат в будистко светилище, а будистите изхвърлят идола в реката. Шанкара го открива във вира Нарад Кунд, който е предпазен от силата на течението от издадена скала и го поставя в пещерите близо до горещите извори Тапта Кунд. Храмът е ремонтиран неколкократно поради възрастта си и повредите от лавина. През 17 век кралете на Гархвал го разширяват. След значителните щети при земетресението от 1803 г. той е възстановен от краля на Джайпур. Според традицията установена от Шанкара главния свещеник в храма прозихожда от южноиндийския щат Керала. Пак според традицията установена от Шанкара главният свещеник в южноиндийския храм Рамешварам произхожда от Утаракханд.
Храмът е висок около 15 метра с малък позлатен купол на върха, дар според преданието от известната кралица Ахалябай от Холкар. Фасадата е направена от камък със сводови прозорци. Широко стълбище води до висока порта с формата на арка, която е главния вход. Архитектурата напомня на будистки храм (вихара). Вътре е голямата зала с колони (мандапа), която води до основното светилище (гарбха грха). Стените и колоните на мандапа са покрити с изящни резби.

## Легенди
В индуистките писания районът е наречен Бадари или Бадарикашрам. В Махабхарата Шива се обръща към Арджуна с думите „Ти беше Нара в предишно тяло и с Нараяна като твой другар извърши големи ужасни аскетизми в Бадари за много хиляди години.“ Според Махабхарата Пандавите завършват живота си като се качват на склоновете на връх в западен Гархвал наречен Сваргарохини – „Възход към Небесата“, минавайки през Бадринат и градчето Мана на 4 км северно от Бадринат. Според легендата в пещера над Мана Вяса е написал Махабхарата.
Според Сканда пурана „Има няколко свещени светилища на небето, земята и в ада, но няма светилище като Бадринат.“ В Падма пурана района на Бадринат е възхваляван като изобилстващ с духовни богатства. Бадринат също е бил прославен като Бху Вайкунта или земното обитание на Вишну. Много религиозни учени като Рамануджа, Мадхва и Веданта Десика посещават Бадринатх и пишат свещени текстове като коментари върху Брахма сутра и Упанишадите.

## Достъп
Разположен само на няколко километра от границата на Индия с Тибет (Китай) Бадринатх е на два дени път от Кедарнат, който го предхожда по маршрута, или някой от изходните пунктове в равнината. На път за Бадринатх е Хемкунд Сахиб, важно свещенито място за сикхите, тъй че пътят е доста натоварен през лятото. Най-доброто място за посещение на Бадринатх е от юни до септември. Препоръчват се топли дрехи през цялата година. Северният манастир (матх), основан от Шанкара е наблизо в Джьотирматх.
През последните години популярността на Бадринатх се увеличава, като през 2006 г. са го посетили 600 000 поклонници, в сравнение с 90 676 през 1961 г.
Бадринатх е отворен от началото на май до началото на ноември, след което цялото население го напуска заради идването на зимата. Идолът на Удхава (главен ученик на Кришна, известен от Бхагавата пурана) се пренася в Пандукешвар.

## Транспорт
Най-близкото летище до Бадринат е в Дехрадун на 317 км. Най-близките железопътни гари са Ришикеш (297 км) и Котдвар (327 км). Поради тесните и трудни пътища дотогава е било забранено пътуването с личен автомобил, но това правило е премахнато и сега може да се кара джип до самия храм.

## Население
Според преброяването от 2001 г. населението на Бадринат е 841 души Мъжете са 65%, а жените 35%. Средната грамотност в Бадринат е 85%, по-висока от средната за страната 59,5%, сред мъжете тя е 70%, а сред жените 30%. Децата под 6-годишна възраст са 9%.